# The Piece Maker 3: Return of the 50 MC’s
| Оценки критиков     | Оценки критиков |
| Источник            | Оценка          |
| ------------------- | --------------- |
| HipHopDX            | [ 1 ]           |
| Birthplace Magazine | 95/100          |
| MVremix.com         | реценция        |
| Hiphop In Je Smoel  | рецензия        |

The Piece Maker 3: Return of the 50 MC’s — шестой студийный альбом, выпущенный американским продюсером, диджеем и рэпером Tony Touch 9 июля 2013 года на лейблах Touch Entertainment и Red River Entertainment. Это третий альбом из серии «The Piece Maker», начатой в 2000-м году и продолженной в 2004-м. В записи альбома приняло участие большое количество приглашённых исполнителей и продюсеров: сам Tony Touch, 51 рэпер (первоначально 50), группа Liknuts (совместное название коллективов Tha Alkaholiks и The Beatnuts) и ещё 8 продюсеров.

## История выпуска
4 апреля 2013 года Tony Touch объявил, что его следующий альбом будет называться Piece Maker 3 (50 MC’s Reunion), а также назвал дату выпуска — 25 июня. 31 мая был выпущен первый сингл из альбома — «Unorthodox», его исполнили Raekwon, JD Era, Ghostface Killah и RZA. Вторым синглом, вышедшим 6 июня, стала песня «It’s a Queens Thing», которую исполнили Action Bronson и Kool G Rap. На следующий день стал доступен список композиций, обложка альбома с новым, окончательным, названием — The Piece Maker 3: Return Of The 50 MC’s, а дата выпуска была перенесена на 9 июля. Тем не менее названия некоторых песен ещё не были озвучены, а название «It’s a Queens Thing» сократилось до «А Queens Thing».
Альбом дебютировал на 175-м месте в чарте Billboard 200 с результатом в 2400 проданных экземпляров.

## Список композиций
| №                   | Название                                                                      | Продюсер(ы)                 | Длительность               |
| ------------------- | ----------------------------------------------------------------------------- | --------------------------- | -------------------------- |
| 1.                  | «Touch and D-Stroy» (при участии D-Stroy)                                     | DJ Premier                  | 3:26                       |
| 2.                  | «Ladies First Freestyle» (при участии Rah Digga и Angie Martinez)             | Psycho Les                  | 1:38                       |
| 3.                  | «Double A» (при участии A.G. и Masta Ace)                                     | Psycho Les                  | 3:06                       |
| 4.                  | «Hold That» (при участии Busta Rhymes, J-Doe, Reek da Villain и Roc Marciano) | Dready                      | 4:29                       |
| 5.                  | «You Know You Love This» (при участии Lil Fame и Billy Danze)                 | Lil Fame                    | 2:32                       |
| 6.                  | «V.I.P.» (при участии Too Short, Xzibit и Kurupt)                             | Koolade                     | 3:57                       |
| 7.                  | «Hit This Freestyle» (при участии B-Real)                                     | Psycho Les                  | 1:03                       |
| 8.                  | «Brooklyn’s the Borough» (при участии Papoose и Uncle Murda)                  | Tony Touch                  | 2:20                       |
| 9.                  | «Random» (при участии Sean Price и Guilty Simpson)                            | PF Cuttin                   | 2:38                       |
| 10.                 | «Thought Process» (при участии Black Thought)                                 | Psycho Les                  | 1:28                       |
| 11.                 | «Bars» (при участии Styles P, Sheek Louch и Jadakiss)                         | JuJu                        | 2:26                       |
| 12.                 | «World Premier» (при участии Liknuts (Tha Alkaholiks и The Beatnuts))         | Psycho Les                  | 1:28                       |
| 13.                 | «Unorthodox» (при участии Raekwon, JD Era, Ghostface Killah и RZA)            | Tony Touch, Psycho Les, RZA | 3:23                       |
| 14.                 | «Symphony in H» (при участии Eminem)                                          | Eminem                      | 1:29                       |
| 15.                 | «Bounce» (при участии Twista и Bun B)                                         | Psycho Les                  | 3:18                       |
| 16.                 | «One Person Thirstin» (при участии Thirstin Howl III)                         | Thirstin Howl III           | 1:39                       |
| 17.                 | «Power Cypha» (при участии Willie the Kid)                                    | A Villa                     | 1:29                       |
| 18.                 | «A Queen’s Thing» (при участии Action Bronson и Kool G Rap)                   | Statik Selektah             | 2:50                       |
| 19.                 | «Take It to the Bronx» (при участии KRS-One, Fat Joe и Sadat X)               | Psycho Les                  | 2:41                       |
| 20.                 | «Aw Shux» (при участии Termanology)                                           | Tony Touch                  | 1:31                       |
| 21.                 | «Street Corner Freestyle» (при участии Prodigy)                               | JuJu                        | 1:21                       |
| 22.                 | «Slaughter Session» (при участии Джоелл Ортис, Royce da 5'9" и Crooked I)     | Just Blaze                  | 2:35                       |
| 23.                 | «Let’s Go» (при участии Redman, Method Man и Erick Sermon)                    | Erick Sermon                | 3:13                       |
| 24.                 | «Questions» (при участии N.O.R.E., Al Joseph и Reek da Villian)               | Charlie Brown               | 3:16                       |
| 25.                 | «Gmi Freestyle» (при участии Gob Goblin, Starvin B и Spit Gemz)               | Psycho Les                  | 2:50                       |
| Общая длительность: | Общая длительность:                                                           | Общая длительность:         | Общая длительность 1:02:06 |

## Позиции в чартах
| Чарт (2013)                         | Высшая позиция |
| ----------------------------------- | -------------- |
| США (Billboard 200)                 | 175            |
| США (Independent Albums, Billboard) | 33             |
| США (R&B/Hip-Hop Albums, Billboard) | 26             |
| США (Rap Albums, Billboard)         | 14             |